# Talhridayam

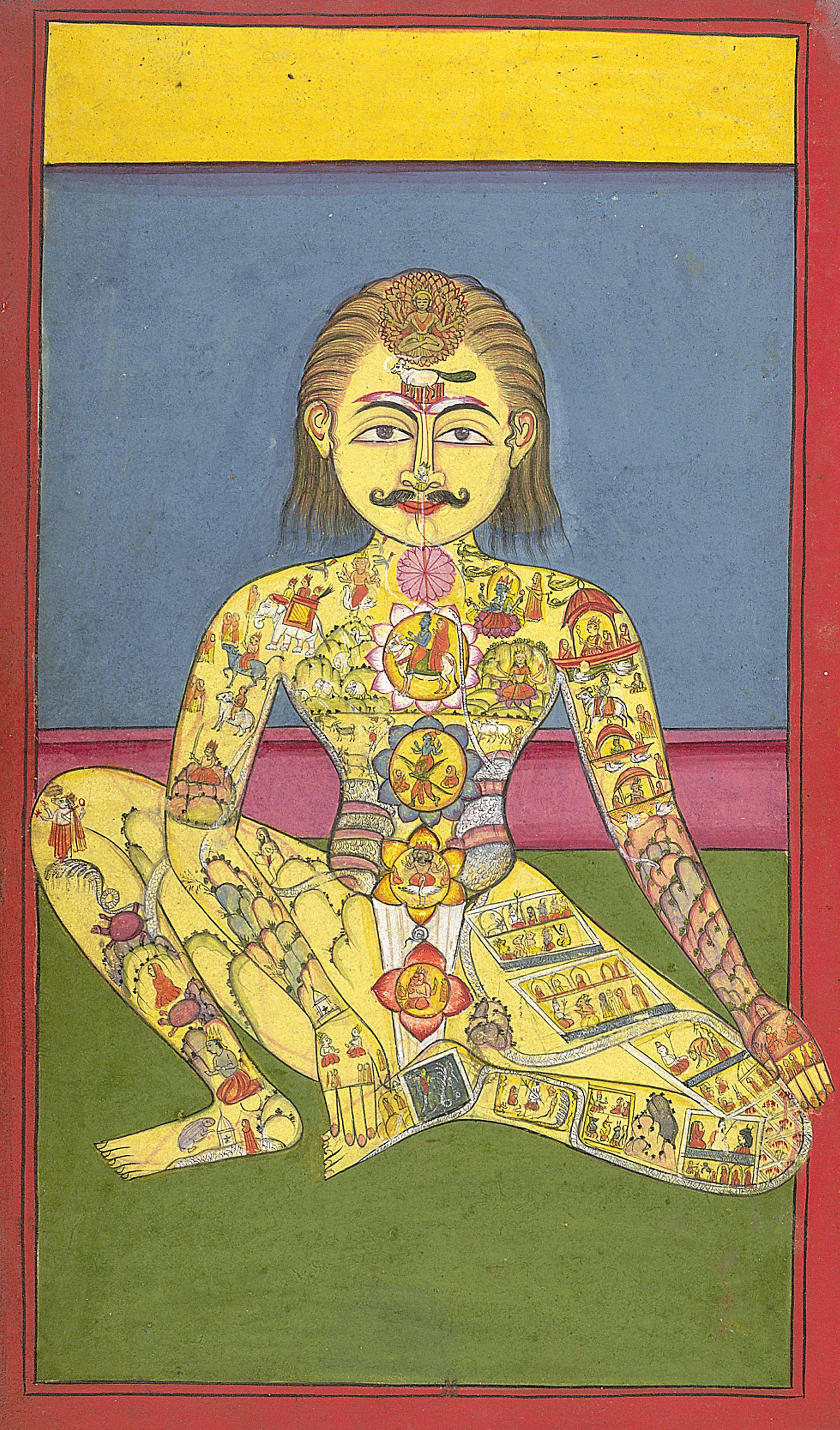
oude Tibetaanse kaart met de 7 Chakra's en de belangrijkste marmapunten

Talhridayam (Talhridayam-punt) is een marmapunt gelegen op de voet. Marmapunten worden in Oosterse filosofieën gebruikt bij massage, yoga, reflexologie en reiki. Men gelooft dat een marmapunt op een nadi ligt en zo een uitwerking kan hebben op een bepaald lichaamsdeel, proces of emotie
| Talhridayam |                                                                             |
| ----------- | --------------------------------------------------------------------------- |
| Positie     | Talhridayam is gelegen op de voetzool in de groef in het midden van de voet |
| Functie     | dit punt heeft invloed op het fysieke hart                                  |

## Overige marmapunten
Naar schatting zijn er 62.000 marmapunten in het lichaam. De belangrijkste 52 zijn: